# 日鋼町
日鋼町（にっこうちょう）は、東京都府中市の地名。現行行政地名は「丁目」の設定のない単独町名である。
郵便番号は183-0044。

## 地理
府中市の中央に位置する。

東から時計回りで、府中市寿町、府中市美好町、府中市東芝町、府中市晴見町、に隣接する。

### 概要
かつて日本製鋼所東京製作所が存在した。1987年以降府中インテリジェントパークとして再開発されている。

## 交通

### 鉄道
| 隣接する街区の駅                                                       |
| ---------------------------------------------------------------------- |
| JR武蔵野線 - 北府中駅(JM 34) 南武線 京王線 - 分倍河原駅(JN 21) (KO 25) |

### バス
- 京王電鉄バス府中営業所…が街区内の路線を運行している